# Espostoa blossfeldiorum
Espostoa blossfeldiorum ist eine Pflanzenart in der Gattung Espostoa aus der Familie der Kakteengewächse (Cactaceae). Das Artepitheton blossfeldiorum ehrt den deutschen Pflanzenzüchter und -händler Robert Blossfeld (1882–1945) und seinen Sohn Harry (1913–1986).

## Beschreibung
Espostoa blossfeldiorum erreicht Wuchshöhen von 3 bis 4 Metern. Die Triebe messen 5 bis 10 Zentimeter im Durchmesser und sind nur gelegentlich von der Basis aus verzweigt. Es sind 18 bis 25 Rippen vorhanden auf denen sich eng beieinander stehende Areolen befinden. Die ein bis vier Mitteldornen sind braun bis fast schwarz und bis zu 3 Zentimeter lang. Die 20 bis 25 glasig weißen Randdornen weisen eine Länge von 5 bis 10 Millimeter auf. Das Cephalium umfasst vier bis acht Rippen und besteht aus dichter, gelblich weißer Wolle und zahlreichen, starken, glasigen Borsten mit einer Länge von 4 bis 5 Zentimeter.
Die schlank trichterförmigen, schlecht riechenden, cremegelben Blüten sind 6 bis 7 Zentimeter lang und weisen Durchmesser von bis zu 5 Zentimeter auf. Die dunkelgrünen Früchte besitzen eine Länge von bis zu 3 Zentimeter und einen Durchmesser von 2,5 Zentimeter.

## Verbreitung, Systematik und Gefährdung
Espostoa blossfeldiorum ist in Peru in den Regionen Cajamarca und Amazonas im Talsystem des Río Marañón in Höhenlagen von 500 bis 2000 Metern verbreitet.
Die Erstbeschreibung als Cephalocereus blossfeldiorum erfolgte 1937 durch Erich Werdermann. Franz Buxbaum stellte die Art 1959 in die Gattung Espostoa. Weitere nomenklatorische Synonyme sind Cereus blossfeldiorum (Werderm.) Backeb. (1937), Thrixanthocereus blossfeldiorum (Werderm.) Backeb. (1938) und Facheiroa blossfeldiorum (Werderm.) W.T.Marshall (1941).
In der Roten Liste gefährdeter Arten der IUCN wird die Art als „Least Concern (LC)“, d. h. als nicht gefährdet geführt.

## Nachweise